# 柯素雲
柯素雲（英語：Kelly Ko，1961年12月3日—），出生於台灣基隆市，台灣女演員，1980年台語電視劇的當家花旦。曾息影多年，2005年返回演藝圈，演出多部大愛電視台的戲劇，定居於基隆市暖暖區。

## 電影
| 年份   | 片名                           | 飾演     |
| ------ | ------------------------------ | -------- |
| 1980年 | 《蜜月怪手》                   |          |
| 1982年 | 《苦戀》                       | 娟娟     |
| 1982年 | 《野雀高飛》                   |          |
| 1983年 | 《今之俠者》                   |          |
| 1983年 | 《帶劍的小孩》                 |          |
| 1985年 | 《青梅竹馬》                   | 阿娟     |
| 1985年 | 《北投最後一班列車》           |          |
| 1986年 | 《八二三炮戰》                 | 丫頭     |
| 1987年 | 《審判》                       |          |
| 1989年 | 《悲情城市》                   | 二嫂     |
| 1990年 | 《阿嬰》                       |          |
| 2000年 | 《一一》                       | 阿瑞     |
| 2002年 | 《扣板機》                     |          |
| 2007年 | 《泥巴色的純白》               |          |
| 2011年 | 《追愛》                       | 蔡玉茜   |
| 2011年 | 《我的寶貝》                   | 顏惠美   |
| 2014年 | 《寒蟬效應》                   | 白白母親 |
| 2016年 | 《衣櫃裡的貓》（公視人生劇展） | 雷蕾雅   |

## 電視劇
| 年份   | 頻道             | 劇名                                  | 飾演           |
| ------ | ---------------- | ------------------------------------- | -------------- |
| 1980年 | 台視             | 《阿梅的故鄉》                        | 文秀           |
| 1981年 | 台視             | 《十一個女人－浮萍》                  | 月花           |
| 1982年 | 台視             | 《浪子淚》                            | 許雪瓊         |
| 1982年 | 台視             | 《俥馬包》                            |                |
| 1984年 | 台視             | 《少林寺》                            | 王縈           |
| 1984年 | 台視             | 《天龍劍俠》                          | 林燕飛         |
| 1984年 | 台視             | 《請君保重》                          | 林淑惠         |
| 1985年 | 台視             | 《阿郎與彬彬》                        | 蔡素雲         |
| 1986年 | 台視             | 《風雲人物》                          | 翠玉           |
| 1986年 | 台視             | 《十一哥》                            | 淑芳           |
| 1986年 | 台視             | 《慈禧外傳》                          | 六福晉         |
| 1987年 | 台視             | 《飛越生命線》                        | 邱芳芳         |
| 1988年 | 台視             | 《悲歡歲月》                          | 春棉           |
| 1988年 | 台視             | 《隨風而逝》                          | 翁君蘭         |
| 1989年 | 台視             | 《郵差總是按錯鈴》                    | 江百柔         |
| 1990年 | 台視             | 《開心家庭》                          | 林芳如         |
| 1990年 | 台視             | 《郵差三度來按鈴》                    | 李麗文         |
|        | 台視             | 人間劇場《我愛丈母娘》                | 美女           |
| 1991年 | 台視             | 《愛在春風裡》                        | 葛秋齡         |
| 1992年 | 台視             | 《英雄世家》                          | 吳文玉         |
| 1992年 | 公視製播組       | 《現代婦女劇場》                      | 崔銀淑         |
| 1993年 | 台視             | 《人間天堂》                          | 吳錦秀         |
|        | 台視             | 台視劇場 作家系列《再嫁》             | 周芙蓉、周桂枝 |
|        | 台視             | 金獎劇場 《留情》                     | 小芳           |
|        | 台視             | 台視劇場 -人間抒情系列 《媽媽的土地》 |                |
| 1994年 | 台視             | 《苦情花》                            | 陳國娟         |
| 1995年 | 台視             | 《草地女婿》                          | 陳正芬         |
| 1995年 | 中視             | 《黑面陳的女兒》                      | 月裡/陳秀美    |
| 1996年 | 台視             | 《做人真艱苦》                        | 江玉蘭         |
| 1996年 | 公視籌委會       | 《春花望露》                          | 李王氏春蘭     |
| 1997年 | 中視             | 《金色夜叉》                          | 月嬌           |
| 1997年 | 華視             | 《伴你一生》                          | 徐春芳（中年） |
| 2007年 | 台視、三立都會台 | 《櫻野三加一》                        | 李王寶慧       |
| 2007年 | 公視             | 《我在墾丁*天氣晴》                   | 郭母           |
| 2007年 | 大愛電視台       | 《幸福時光》                          | 丁黃霞         |
| 2008年 | 大愛電視台       | 《黃金線》                            | 黃金線         |
| 2008年 | 大愛電視台       | 《矽谷阿嬤》                          | 老年林王秀琴   |
| 2008年 | 大愛電視台       | 《情緣路》                            | 廖母           |
| 2008年 | 台視、三立都會台 | 《命中注定我愛你》                    | 石亦菲         |
| 2008年 | 三立台灣台       | 《真情滿天下》                        | 楊素雲         |
| 2009年 | 大愛電視台       | 《幸福的起點》                        | 江母           |
| 2010年 | 三立台灣台       | 《天下父母心》                        | 高心梅         |
| 2011年 | 大愛電視台       | 《戀戀情深》                          | 李錦蓮         |
| 2011年 | 中天綜合台       | 《記得·我們有約》                     | 駱母           |
| 2011年 | 三立台湾台       | 《牵手》                              | 黃碧鳳         |
| 2013年 | 三立都會台       | 《真愛趁現在》                        | 黃文玲         |
| 2013年 | 三立台灣台       | 《天下女人心》                        | 羅月里         |
| 2014年 | 大愛電視台       | 《紅塵驛站》                          | 黃麗蓉         |
| 2015年 | 大愛電視台       | 《三寶要回家》                        | 莊淑朱         |
| 2015年 | 大愛電視台       | 《大大與太太》                        | 鄭涼           |
| 2015年 | 三立台灣台       | 《世間情》                            | 楊雪紅         |
| 2015年 | 公視             | 《燦爛時光》                          | 單媽           |
| 2016年 | 大愛電視台       | 《家有滿子》                          | 魏謝娘         |
| 2016年 | 大愛電視台       | 《人生逆轉勝》                        | 劉張秀梅       |
| 2016年 | 大愛電視台       | 《阿寬》                              | 蔡母           |
| 2016年 | 台視、三立都會台 | 《浮士德的微笑》                      | 林蔓           |
| 2017年 | 三立台灣台       | 《一家人》                            | 蘇鳳欣         |
| 2017年 | 大愛電視台       | 《竹南往事》                          | 郭玉枝         |
| 2018年 | 公視             | 《你的孩子不是你的孩子-媽媽的遙控器》 | 陳淑麗         |
| 2018年 | 公視             | 《淚滴卡卡》                          | 楊母           |
| 2019年 | 大愛電視台       | 《雨過天青》                          | 陳母           |
| 2019年 | 三立台灣台       | 《炮仔聲》                            | 沈秀春         |
| 2019年 | 大愛電視台       | 《程哥懺悔路》                        | 林綢           |
| 2020年 | 大愛電視台       | 《殷緣天成》                          | 陳秀霞         |
| 2020年 | 大愛電視台       | 《大林學校》                          | 許清華         |
| 2020年 | 三立台灣台       | 《羅雀高飛》                          | 羅顏真         |
| 2020年 | 台視、三立都會台 | 《天巡者》                            | 卲守華         |
| 2022年 | 大愛電視台       | 《隨風 隨緣》                         | 謝慎           |
| 2022年 | 大愛電視台       | 《你好，我是誰？》                    | 林春花         |
| 2023年 | 三立台灣台       | 《天道》                              | 杨双随         |
| 2024年 | 大愛電視台       | 《你好，我是誰2》                     | 林春花         |
| 2025年 | 公視、Netflix    | 《死了一個娛樂女記者之後》            | 趙小淳         |

## 音樂錄影帶
| 播出日期  | 歌曲       | 歌手   | 備註                     |
| 2024年1月 | 南方的月亮 | 陳嘉樺 | 與陳嘉樺、陳意涵共同演出 |

## 獎項紀錄
| 年份   | 頒獎典禮     | 獎項                       | 影片           | 角色   | 結果 |
| ------ | ------------ | -------------------------- | -------------- | ------ | ---- |
| 2008年 | 第43屆金鐘獎 | 戲劇節目女主角獎           | 《黃金線》     | 黃金線 | 提名 |
| 2011年 | 第46屆金鐘獎 | 戲劇節目女配角獎           | 《戀戀情深》   | 李錦蓮 | 提名 |
| 2016年 | 第51屆金鐘獎 | 迷你劇集／電視電影女主角獎 | 《衣櫃裡的貓》 | 雷蕾雅 | 提名 |

## 外部連結
- 三立藝能柯素雲 （页面存档备份，存于）
- 柯素雲的Facebook專頁
- 柯素雲在互联网电影资料库（IMDb）上的資料（英文）
- 柯素雲在香港影庫上的簡介
- 柯素雲在时光网上的簡介（简体中文）
- 柯素雲在豆瓣上的资料（简体中文）